# Clear (canción)
«Clear» es una canción de electro compuesta por el grupo estadounidense Cybotron, formado por Juan Atkins y Richard Davis (bajo el alias 3070).
La canción combina la mayor parte de los elementos que darían forma definitiva al género: el uso de voces filtradas a través de un vocoder, un ritmo construido mediante breaks, pads de sintetizador futuristas claramente inspirados por la música de Kraftwerk y una línea de bajo de aire funky pero que suena extremadamente robótica. Cybotron no se limitó a usar estos elementos para componer un tema de hip hop al uso en la época, sino que la composición es más bien instrumental, sentando las bases del género que más adelante sería denominado techno
El loop inmediatamente reconocible de este tema ha sido sampleado en innumerables ocasiones por músicos de rap y hip hop, entre los que se incluyen Splack Pack («Shake That Ass Bitch»), Missy Elliott («Lose Control»), Poison Clan («Shake Whatcha Mama Gave Ya»), D'Suave («Shake It»), y DJ Kizzy Rock («Can't Stop The Rock»). 
El sencillo «Clear» vendió más de 50 000 copias tras su publicación en 1983.[cita requerida]

## Lista de canciones
Vinilo de 12"
1. «Clear» – 4:52
2. «Industrial Lies» – 6:14